# آیدا پناهنده
آیدا پناهنده (زادهٔ ۱۷ شهریور ۱۳۵۸) فیلمساز، فیلمنامه‌نویس و تهیه‌کننده اهل ایران است. در سال ۱۳۹۴ برای فیلم سینمایی ناهید موفق به دریافت جایزه «آینده نویدبخش» از جشنواره فیلم کن ۲۰۱۵ در بخش نوعی نگاه شد. وی همچنین توانست یکی از سه فیلمساز زن جوانی باشد که در سال ۲۰۱۶ جایزهٔ Women In Motion را از جشنواره فیلم کن ۲۰۱۶ دریافت کند. آیدا پناهنده پس از ناهید، سه فیلم سینمایی اسرافیل، پاییز نیکایدوها  و تی تی  را در کارنامهٔ کاری خود دارد. در اولین جشن بزرگ کارگردانان سینمای ایران از پناهنده برای فعالیت حرفه ای و مؤثر در حوزۀ کارگردانی تقدیر ویژه به عمل آمد.

## ابتدای زندگی و تحصیلات
آیدا پناهنده متولد تهران و از پدر و مادری آذربایجانی است که هر دو اهل شهر خوی در آذربایجان غربی هستند. مادربزرگ مادری پناهنده، «محترم ریاضی» (۱۳۸۵–۱۳۰۱) مدیر دبیرستان دخترانه ایراندخت در شهر خوی بوده‌است. محترم ریاضی در سال ۱۳۳۳ به ریاست دبیرستان ایراندخت منصوب و بعد از انقلاب اسلامی ۱۳۵۷ از سمت خود برکنار شد. پناهنده در فیلم مستند ایراندخت (۱۳۸۷) به شرح زندگی مادربزرگش پرداخته‌است. «عبدالصمد پناهنده» (۱۳۶۶– ۱۳۲۵) پدر پناهنده، دانش آموختهٔ دانشگاه استانبول در رشتهٔ اقتصاد و مادرش «نزهت ریاضی» (متولد ۱۳۳۳) دبیر زبان انگلیسی بوده‌است.
آیدا پناهنده بزرگ شدهٔ خیابان فاطمی تهران است و دوران تحصیل خود را در مدرسهٔ راهنمایی سمیه و دبیرستان هشتم شهریور در منطقه شش تهران به پایان رسانده. وی در سال ۱۳۷۷ وارد دانشکده سینما و تئاتر دانشگاه هنر در رشتهٔ سینما شد و لیسانس خود را در رشتهٔ فیلمبرداری سینما گرفت. در دوران لیسانس شاگرد استادانی چون نعمت حقیقی، علی لقمانی، اسفندیار شهیدی و رضا نبوی بوده‌است. در سال ۱۳۸۴ پناهنده مدرک فوق لیسانس خود را در رشتهٔ سینما از دانشکده سینما و تئاتر دانشگاه هنر گرفت. پایان‌نامه نظری فوق لیسانس پناهنده «کارکرد نشانه شناسانهٔ کمپوزیسیون تصویر در سینما» بوده که استاد راهنمای این رساله احمد الستی و استاد مشاور آن فرزان سجودی بوده‌اند.

## فعالیت ادبی
آیدا پناهنده در همان سال‌های آغازین تحصیل شروع به شرکت در جلسات نقد ادبی روزهای پنجشنبه مجله ادبی کارنامه کرد. اولین داستان کوتاه پناهنده به نام «آنا» در شماره نهم مجله کارنامه در اسفندماه ۱۳۷۸به سردبیری هوشنگ گلشیری منتشر شد. سپس در تیرماه ۱۳۸۲ و در شماره سی و پنجم مجله کارنامه داستان دیگری از او به نام «آخرین قربانی» منتشر شد که در این دوره مدیریت بخش داستان به عهده محمد محمدعلی بود. یکی دیگر از داستان‌های کوتاه منتشر شدهٔ پناهنده در ماهنامه ادبی گلستانه مرداد ۱۳۸۴ به نام «زنانی که به سقف نگاه می‌کنند» بوده‌است.

## فعالیت سینمایی

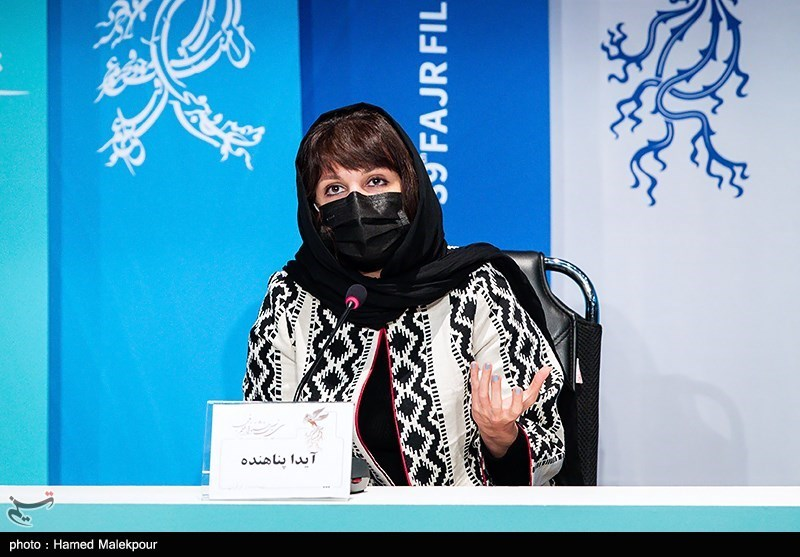
نشست خبری فیلم تی تی

پناهنده در کنار فعالیت ادبی، فعالیت‌های سینمایی خود را همزمان با تحصیل در دانشگاه با ساخت فیلم‌های کوتاه شانزده میلیمتری آغاز کرد. تا اینکه بعد از تجربهٔ چند فیلم کوتاه، اولین فیلم کوتاه موفق خود را به نام «آن دست‌ها» (۱۳۸۴) به تهیه کنندگی مادرش ساخت. «آن دست‌ها» برندهٔ بهترین فیلم کوتاه در بخش «نگاه نو» (تجربی) جشنواره بین‌المللی فیلم کوتاه تهران (۱۳۸۴) شد و سرآغازی برای ساختن فیلم‌های کوتاه بعدی گشت: روشنایی‌های شهر (۱۳۸۶)، تاج خروس (۱۳۸۷- برندهٔ بهترین فیلم کوتاه داستانی خانه سینما)، گلدان‌های زمستانی (۱۳۸۸- نیمه بلند) و…
آیدا پناهنده اولین فیلم‌نامه بلند داستانی خود را به‌طور مشترک با ارسلان امیری نوشت. این فیلم‌نامه در قالب یک فیلم بلند تلویزیونی در سال ۱۳۸۶ به نام «گمشده در تاریکی» به کارگردانی مازیار میری و تهیه کنندگی علیرضا رئیسیان ساخته شد. پناهنده سپس شروع به ساخت فیلم‌های بلند تلویزیونی کرد. او اولین فیلم بلند تلویزیونی خود را به نام «قصه داوود و قمری» (۱۳۸۸) به تهیه کنندگی کیانوش عیاری و محصول مرکز سیما فیلم ساخت. در این فیلم بازیگرانی مثل هومن سیدی، فرید سجادی حسینی و حدیث میرامینی بازی می‌کردند. پناهنده فیلم‌نامه این فیلم را به‌طور مشترک با ارسلان امیری نوشته بود. پناهنده دومین فیلم تلویزیونی خود را به نام «آبروی از دست رفته آقای صادقی» (۱۳۹۰) به تهیه کنندگی مهدی شفیعی و محصول مرکز سیما فیلم و با نویسندگی مشترک ارسلان امیری ساخت. در این فیلم بازیگرانی چون بیژن امکانیان، رضا بهبودی، پوریا رحیمی سام و ناز شادمان ایفای نقش می‌کردند. و سومین فیلم تلویزیونی پناهنده به نام «از جنوب شرقی» (۱۳۹۱) به تهیه کنندگی یاسر خیر و محصول مرکز سیمای استان‌های تلویزیون ساخته شد. این فیلم که به‌طور کامل در استان سیستان بلوچستان، شهر چابهار و کنارک ساخته شد ترکیبی از بازیگران حرفه ای چون پوریا رحیمی سام، امین گلستانه، رایا نصیری و بازیگران بومی استان بود. پناهنده همچنین ساخت سه فیلم مستند «ایراندخت» (۱۳۸۷) «خانه قمر خانم» (۱۳۸۹) و «برزخ» (۱۳۹۴) را در کارنامه خود دارد.
پناهنده اولین فیلم سینمایی بلند خود را به نام ناهید(۱۳۹۳) به تهیه کنندگی بیژن امکانیان و محصول مرکز گسترش سینمای مستند و تجربی آغاز کرد. ناهید در شصت و هشتمین دوره جشنواره فیلم کن موفق به دریافت جایزه «آینده نویدبخش» در بخش نوعی نگاه شد و همچنین در سی و سومین جشنواره فیلم فجر کاندیدای بهترین فیلم‌نامه (به‌طور مشترک با ارسلان امیری) در بخش فیلم‌های اول گردید. ناهید در زمستان ۲۰۱۵ در کشور فرانسه توسط کمپانی ممنتو فیلمز (Memento Films) پخش و همزمان در بیش از سی و دو کشور جهان اکران عمومی شد. بازیگران اصلی این فیلم ساره بیات، نوید محمدزاده، پژمان بازغی و پوریا رحیمی سام بودند. پس از موفقیت‌های گسترده بین‌المللی ناهید، پناهنده دومین فیلم سینمایی خود را به نام اسرافیل (۱۳۹۵) ساخت. فیلم‌نامه این فیلم هم همچون سایر آثار پناهنده به‌طور مشترک با ارسلان امیری نوشته شد. مستانه مهاجر تهیه‌کننده این فیلم و بازیگران اصلی آن هدیه تهرانی، مریلا زارعی، پژمان بازغی، پوریا رحیمی سام و هدی زین العابدین بودند. اولین اکران جهانی این فیلم در شصت و یکمین جشنواره بین‌المللی فیلم لندن BFI بود. پناهنده چهارمین فیلم سینمایی خود را به نام پاییز نیکایدوها (The Nikaidos' Fall) در سال ۲۰۱۸ در کشور ژاپن ساخت. این فیلم که محصول مشترک ژاپن و هنگ کنگ بود به تهیه کنندگی فیلمساز برجسته ژاپنی نایومی کاواسه ساخته شد. ارسلان امیری فیلمنامه‌نویس مشترک، مرتضی قیدی مدیر فیلمبرداری و باقی عوامل فیلم همگی از کشور ژاپن بودند. در این فیلم بازیگران برجسته ای چون ماسایا کاتو، شیزوکا ایشیباشی و کیتا ماچیدا نقش آفرینی کرده‌اند و صدابردار قدیمی ژاپنی «کیکوچی نوبویوکی» که صدابردار فیلم مثل یک عاشق عباس کیارستمی هم بوده، در این فیلم با پناهنده همکاری کرده‌است. پاییز نیکایدوها برای نخستین بار در پنجمین جشنواره بین‌المللی فیلم نارا در کشور ژاپن به عنوان فیلم افتتاحیه این رویداد و سپس در چهل و سومین جشنواره بین‌المللی فیلم هنگ کنگ به نمایش درآمد. پاییز نیکایدوها در ژانویه ۲۰۱۹ با نام Nikaido-Ke-Monogatari در کشور ژاپن اکران عمومی شد و قرار است در کشورهای شرق آسیا به نمایش عمومی درآید.
بیشتر فیلم‌های پناهنده با محوریت موضوعات زنان و دغدغه‌های فردی- اجتماعی آنان در فضای فرهنگی سنتی یا نیمه-سنتی شهرهای کوچک و نیمه بزرگ ایران ساخته شده‌اند. آیدا پناهنده بارها از تأثیر رخشان بنی اعتماد بر نگاه و سینمایش سخن گفته‌است.
چهارمین فیلم سینمایی پناهنده به نام «تی تی» که فیلم‌نامه آن به‌طور مشترک با ارسلان امیری به نگارش درآمده، در سی و سومین جشنواره بین‌المللی فیلم توکیو به نمایش درآمد  و به همین علت از داوری در دو بخش بهترین فیلم و بهترین کارگردانی سی و نهمین جشنواره فیلم فجر محروم شد.
این تجربه‌های گرانبها در چهل سالگی، آینده‌ی خوبی را پیش روی پناهنده قرار خواهد داد.

## فیلم‌شناسی

### فیلمهای سینمایی
| نام فیلم        | سمت                            | سال ساخت | توضیحات                                                                             |
| --------------- | ------------------------------ | -------- | ----------------------------------------------------------------------------------- |
| ناهید           | نویسند و کارگردان              | ۱۳۹۳     | نویسنده همکار: ارسلان امیری- تهیه کننده: بیژن امکانیان                              |
| اسرافیل         | نویسنده و کارگردان             | ۱۳۹۵     | نویسنده همکار: ارسلان امیری- تهیه کننده: مستانه مهاجر                               |
| پاییز نیکایدوها | نویسنده و کارگردان             | ۱۳۹۷     | نویسنده همکار: ارسلان امیری- تهیه کننده: نایومی کاواسه (محصول مشترک ژاپن و هنگ کنگ) |
| تی تی           | نویسنده، کارگردان و تهیه کننده | ۱۳۹۹     | نویسنده همکار: ارسلان امیری                                                         |
| زالاوا          | نویسنده                        | ۱۳۹۹     | کارگردان: ارسلان امیری- تهیه کننده: سمیرا برادری، روح الله برادری                   |

### فیلم های تلویزیونی
| نام فیلم                     | سمت                | سال ساخت | توضیحات                                               |
| ---------------------------- | ------------------ | -------- | ----------------------------------------------------- |
| گمشده در تاریکی              | نویسنده            | ۱۳۸۷     | نویسنده مشترک: ارسلان امیری/ کارگردان: مازیار میری    |
| قصهٔ داوود و قمری             | نویسنده و کارگردان | ۱۳۸۸     | نویسنده مشترک: ارسلان امیری/ تهیه کننده: کیانوش عیاری |
| آبروی از دست رفتۀ آقای صادقی | نویسنده و کارگردان | ۱۳۹۰     | نویسنده مشترک: ارسلان امیری/ تهیه کننده: مهدی شفیعی   |
| از جنوب شرقی                 | نویسنده و کارگردان | ۱۳۹۱     | نویسنده مشترک: ارسلان امیری/تهیه کننده: یاسر خیّر      |

### سریال های شبکه نمایش خانگی
| نام اثر      | سمت                | سال ساخت | توضیحات                                              |
| ------------ | ------------------ | -------- | ---------------------------------------------------- |
| در انتهای شب | نویسنده و کارگردان | ۱۴۰۳     | نویسنده مشترک:ارسلان امیری/ تهیه کننده:محمد یمینی    |
| جادوی سفید   | نویسنده و کارگردان | ۱۴۰۴     | نویسنده مشترک:ارسلان امیری/ تهیه کننده:[[محمد یمینی] |

### فیلم های مستند
| نام فیلم         | سمت                   | سال ساخت | توضیحات     |
| ---------------- | --------------------- | -------- | ----------- |
| ایراندخت         | کارگردان و تهیه کننده | ۱۳۸۷     | مستند کوتاه |
| خانۀ قمر خانم    | کارگردان و تهیه کننده | ۱۳۸۹     | مستند بلند  |
| اتاق امن         | کارگردان              | ۱۳۹۰     | مستند کوتاه |
| دوستان و برادران | کارگردان              | ۱۳۹۴     | مستند بلند  |

### فیلم های کوتاه
| نام فیلم          | سمت                             | سال ساخت | توضیحات                                          |
| ----------------- | ------------------------------- | -------- | ------------------------------------------------ |
| قوطی حلبی- بازار  | نویسنده و کارگردان              | ۱۳۷۸     | شانزده میلیمتری- فیلم دانشجویی                   |
| رمولوس            | نویسنده و کارگردان              | ۱۳۸۰     | شانزده میلیمتری- فیلم دانشجویی                   |
| تاکسونومی         | نویسنده و کارگردان و تهیه کننده | ۱۳۸۲     | تهیه کننده: آیدا پناهنده                         |
| آن دست ها         | نویسنده و کارگردان              | ۱۳۸۴     | تهیه کننده: نزهت ریاضی                           |
| روشنایی های شهر   | نویسنده و کارگردان و تهیه کننده | ۱۳۸۶     | تهیه کننده: آیدا پناهنده                         |
| تاج خروس          | نویسنده و کارگردان و تهیه کننده | ۱۳۸۷     | محصول انجمن سینمای جوانان ایران                  |
| گلدان های زمستانی | نویسنده و کارگردان و تهیه کننده | ۱۳۸۸     | نیمه بلند/ محصول مرکز گسترش سینمای مستند و تجربی |
| چراغ خورشیدی      | نویسنده و کارگردان و تهیه کننده | ۱۳۹۴     | تهیه کننده: آیدا پناهنده                         |

## جوایز و جشنواره ها

### فیلم های کوتاه
- برنده بهترین فیلم بخش نگاه نو (آن دست ها)، بیست و دومین جشنواره ملی و دهمین جشنواره بین‌المللی فیلم کوتاه تهران [۵۱]
- کاندیدای بهترین فیلم کوتاه داستانی (آن دست ها)، جشن خانه سینما ۱۳۸۴ [۵۲]
- منتخب بیست و چهارمین دوره جشنواره فیلم فجر
- برنده دیپلم افتخار بهترین فیلم‌نامه داستانی (روشنایی های شهر)، جشنواره بین‌المللی فیلم کوتاه تهران [۵۳]
- برنده جایزه سوم بهترین فیلم کوتاه داستانی (روشنایی های شهر)، سومین جشنواره کوثر، مشهد [۵۴]
- کاندیدای بهترین فیلم کوتاه داستانی (روشنایی های شهر) جشن خانه سینما [۵۵]
- برنده جایزه بهترین کارگردانی داستانی (تاج خروس)، دوازدهمین جشن خانه سینما / نخستین دورۀ آکادمی فیلم کوتاه ایران (اولین جشن مستقل فیلم کوتاه) [۵۶]
- برنده جایزه بهترین کارگردانی (تاج خروس)، بیست و پنجمین جشنواره فیلم کوتاه تهران [۵۷]
- برنده جایزه بهترین استعداد جوان (تاج خروس)، بیست و پنجمین جشنواره فیلم کوتاه تهران [۵۷]
- حضور در هفتمین کمپ استعدادهای جوان برلین [۵۸]
- برنده جایزه بهترین فیلم (گلدان های زمستانی)، ششمین جشنواره «آیینه و آفتاب» [۵۹]

### فیلم های مستند
- جایزه تندیس بهترین کارگردانی مستند بلند (خانه قمرخانم)، پانزدهمین جشن خانه سینما [۶۰]
- کاندیدای بهترین فیلم، بهترین تصویربرداری، بهترین صدابرداری و صداگذاری (خانه قمرخانم)، پانزدهمین جشن خانه سینما

### فیلم های تلویزیونی
- کاندیدای سیمرغ بلورین بهترین فیلم ویدئویی، بهترین کارگردانی، بهترین فیلم‌نامه، بهترین بازیگر زن، بهترین بازیگر مرد (قصۀ داوود و قمری) بیست و نهمین دوره جشنواره فیلم فجر- بخش ویدئویی [۶۱][۶۲]
- برنده دیپلم افتخار بهترین کارگردانی (قصۀ داوود و قمری) بیست و نهمین دوره جشنواره فیلم فجر - بخش ویدئویی
- برنده یاس زرین بهترین فیلم‌نامه (آبروی از دست رفتۀ آقای صادقی)، نخستین جشنواره بین‌المللی فیلم های ویدئویی تهران [۶۳]
- برندهٔ بهترین فیلم، بهترین کارگردانی، بهترین بازیگر مرد، بهترین تصویربرداری و بهترین فیلم‌نامه (آبروی از دست رفتۀ آقای صادقی)ُ جشنواره بین‌المللی جام جم [۶۴]
- برنده یاس زرین بهترین کارگردانی در بخش «خاطره یاس ها»  (از جنوب شرقی) دومین جشنواره بین المللی فیلم یاس[۶۵]

### فیلم های سینمایی
ناهید
- منتخب بخش نگاه نو Un Certain Regard شصت و هشتمین جشنواره کن ۲۰۱۵ - فرانسه [۶۶]
- برنده جایزهٔ «آینده نویدبخش» جشنواره کن ۲۰۱۵ [۶۷]
- برنده جایزهٔ راجر ایبرت، جشنواره فیلم شیکاگو- آمریکا [۶۸]
- برنده جایزهٔ انجمن منتقدان فرانسه، جشنواره فیلم‌های مستقل بوردو [۶۹]
- برنده جایزه دوربین کوچک طلایی جایزۀ ویژۀ هیئت داوران، بهترین فیلمبرداری (مرتضی قیدی)، فستیوال برادران ماناکی- مقدونیه [۷۰]
- برنده جایزه بهترین کارگردانی، فستیوال فیلم براتیسلاوا- اسلواکی [۷۱]
- بهترین بازیگر مرد (نوید محمدزاده)، فستیوال فیلم براتیسلاوا- اسلواکی [۷۲]
- برنده جایزه شیکای طلایی بهترین فیلم، جشنواره بین‌المللی فیلم نارا، ژاپن [۷۳]
- برنده جایزه خنجر طلایی بهترین فیلم خارجی، فستیوال بین المللی فیلم مسقط، عمان [۷۴][۷۵]
- کاندیدای بهترین فیلم انجمن منتقدین جشنواره فیلم هامبورگ [۷۶]
- کاندیدای اسب برنزی بهترین فیلم، جشنواره فیلم استکهلم- سوئد [۷۷]
- کاندیدای بهترین فیلمنامه، سی و سومین دوره جشنواره فیلم فجر، بخش نگاه نو [۷۸]

اسرافیل
- منتخب جشنواره بین‌المللی فیلم لندن BFI London Film Festival  ۲۰۱۷ - انگلستان [۷۹]
- کاندیدای سیمرغ بلورین بهترین بازیگر نقش اول زن (هدیه تهرانی) سی و پنجمین دوره جشنواره فیلم فجر
- کاندیدای سیمرغ بلورین بهترین چهره پردازی سی و پنجمین دوره جشنواره فیلم فجر
- کاندیدای سیمرغ بلورین بهترین بهترین عکاسی فیلم، سی و پنجمین دوره جشنواره فیلم فجر
- برنده جایزه FIFOG نقره ای بهترین فیلم، سیزدهمین جشنواره بین‌المللی فیلم‌های شرقی ژنو، سوییس [۸۰][۸۱]
- برنده جایزه New Talent Award (بهترین فیلم اول یا دوم)، ششمین دوره جشنواره بین‌المللی فیلم دهوک، اقلیم کردستان [۸۲]
- لوح تقدیر بهترین پیرنگ داستانی، هفتمین جشن انجمن فیلمنامه‌نویسان سینمای ایران [۸۳]
- برنده جایزه NETPAC، فستیوال فیلم های فیلم های ایرانی استرالیا [۸۴]
- برنده جایزه بهتری فیلم، فستیوال CineIran - کانادا [۸۵]
- برنده جایزه بهتری تدوین، فستیوال CineIran - کانادا [۸۶]
- برنده بهترین فیلم از نگاه تماشاگران فستیوال فیلم Sheed دالاس- آمریکا [۸۷]
- کاندیدای بهترین کارگردانی، بهترین بازیگر زن (هدیه تهرانی) و بهترین بازیگر مرد (پژمان بازغی)، فستیوال فیلم Sheed دالاس- آمریکا [۸۸]

پاییز نیکایدوها 
- فیلم افتتاحیۀ پنجمین فستیوال بین المللی فیلم نارا – ژاپن [۹۰]
- منتخب چهل و سومین فستیوال بین المللی فیلم هنگ کنگ [۹۱]
- اکران سراسری در کشور ژاپن از ژانویه ۲۰۱۹ [۹۲]

تی تی
- کاندیدای بهترین فیلمنامه، بهترین فیلمبرداری، بهترین موسیقی متن و بهترین فیلم از نگاه تماشاگران، سی و نهمین دوره جشنواره فیلم فجر/ این فیلم به دلیل حضور در جشنواره بین‌المللی فیلم توکیو در دو بخش بهترین فیلم و بهترین کارگردانی جشنواره سی و نهم فجر داوری نشد.[۹۳]
- کاندیدای بهترین فیلم، بهترین کارگردانی، بهترین موسیقی متن، بهترین بازیگر نقش اول زن (الناز شاکردوست)‌، چهاردهمین جشن بزرگ منتقدان و نویسندگان سینمایی ایران [۹۴][۹۵]
- برندۀ جایزۀ بهترین بازیگر زن نقش اول، الناز شاکردوست، چهاردهمین جشن بزرگ منتقدان و نویسندگان سینمایی ایران [۹۶]
- برنده جایزۀ بهترین بازیگر زن، الناز شاکردوست، بیست و ششمین فستیوال بین المللی سینمای مؤلف رباط مراکش [۹۷]
- برندۀ تقدیر ویژۀ منتقدان، بیست و ششمین فستیوال بین المللی سینمای مؤلف رباط مراکش
- برندۀ بهترین فیلم از نگاه تماشاگران، فستیوال بین المللی تصاویر نو پارسی- فرانسه [۹۸]

زالاوا
- برندۀ جایزۀ سیمرغ بلورین بهترین فیلم‌نامه (به‌طور مشترک با ارسلان امیری و تهمینه بهرام) از سی و نهمین دورۀ جشنواره فیلم فجر
- برندۀ جایزهٔ بزرگ بهترین فیلم از سی و ششمین دورهٔ هفتهٔ بین‌المللی منتقدان جشنواره فیلم ونیز [۹۹]
- برندۀ جایزه بهترین فیلم از نگاه هیئت داوران از فدراسیون بین‌المللی منتقدان فیلم (فیپرشی) [۱۰۰]

## داوری‌ها
-دوازدهمین جشنواره فیلم کوتاه کل گراش - ۱۳۹۴
- هفتمین جشنواره بین‌المللی فیلم دهوک - کردستان عراق 2019
- یازدهمین جشنواره بین‌المللی فیلم‌های مستند TRT ترکیه 2019
- چهاردهمین جشنواره بین‌المللی فیلم مستند سینما حقیقت ۱۳۹۹
- سی‌وسومین جشنواره بین‌المللی فیلم‌های کودکان و نوجوانان ۱۳۹۹
- بخش نگاه نو (فیلم‌های اول) سی و هفتمین جشنواره فیلم فجر ۱۳۹۷
- سی و پنجمین جشنواره بین‌المللی فیلم کوتاه تهران ۱۳۹۷
- بیست و ششمین جشنواره بین‌المللی فیلم استکهلم Impact Award 2015 و…